# Liaoning Nuzi Paiqiu Dui 2013-2014
Questa voce raccoglie le informazioni riguardanti lo Liaoning Nuzi Paiqiu Dui nelle competizioni ufficiali della stagione 2013-2014.

## Organigramma societario
Area tecnica
- Allenatore: Zhao Yong
- Assistente allenatore: Sun Lei, Jin Zongbao

## Rosa
| N° | Nome            | Ruolo | Data di nascita  | Nazionalità sportiva |
| -- | --------------- | ----- | ---------------- | -------------------- |
| 1  | Wang Meiyi      | S     | 13 agosto 1995   | Cina                 |
| 2  | Yan Ni          | C     | 2 marzo 1987     | Cina                 |
| 3  | Li Man          | S     | 16 aprile 1989   | Cina                 |
| 4  | Liu Dan         | S/O   | 29 agosto 1989   | Cina                 |
| 5  | Zhao Yang       | C     | 10 maggio 1989   | Cina                 |
| 6  | Lao Meiqi       | P     | 17 maggio 1989   | Cina                 |
| 7  | Li Dandan       | S     | 5 aprile 1991    | Cina                 |
| 8  | Ding Xia        | P     | 13 gennaio 1990  | Cina                 |
| 9  | Sun Haiping     | P     | 23 maggio 1996   | Cina                 |
| 10 | Duan Fang       | S     | 26 dicembre 1994 | Cina                 |
| 11 | Wang Chengcheng | L     | 17 maggio 1989   | Cina                 |
| 12 | Zhang Xiaochen  | S     | 19 dicembre 1988 | Cina                 |
| 13 | Huang Wenting   | C     | 13 agosto 1994   | Cina                 |
| 14 | Hu Mingyan      | C     | 17 maggio 1996   | Cina                 |
| 15 | Gong Meizi      | L     | 17 aprile 1995   | Cina                 |
| 16 | Xu Yanan        | S/O   | 8 novembre 1994  | Cina                 |
| 17 | Li Aitong       | C     | 30 marzo 1989    | Cina                 |
| 18 | Li Yuwei        | S     | 25 giugno 1994   | Cina                 |